# Jaskinia Na Turoldu
Na Turoldu (czes. Jeskyně Na Turoldu) – jaskinia w Czechach (kraj południowomorawski) położona w granicach miasta Mikulov, w stokach wzgórza Turold (Pálava), objętego rezerwatem przyrody Turold.
Jaskinia stanowi największy w Czechach podziemny system w skałach wapiennych. Razem z jaskinią Liščí díra tworzy trzykilometrowy zespół korytarzy. Zostały one wydrążone przez przepływ wód podziemnych (kras). Szata naciekowa pozbawiona jest stalaktytów, natomiast jest bogata w formacje piany kamiennej i twory przypominające rafę koralową. Występuje tu dużo jamek, zagłębień, wyrostków w kształcie ziaren grochu oraz geod z delikatnymi kryształkami kalcytu. Takie wyposażenie sprawia, że Na Turoldu stanowi jaskinię unikalną w skali Czech.

## Galeria

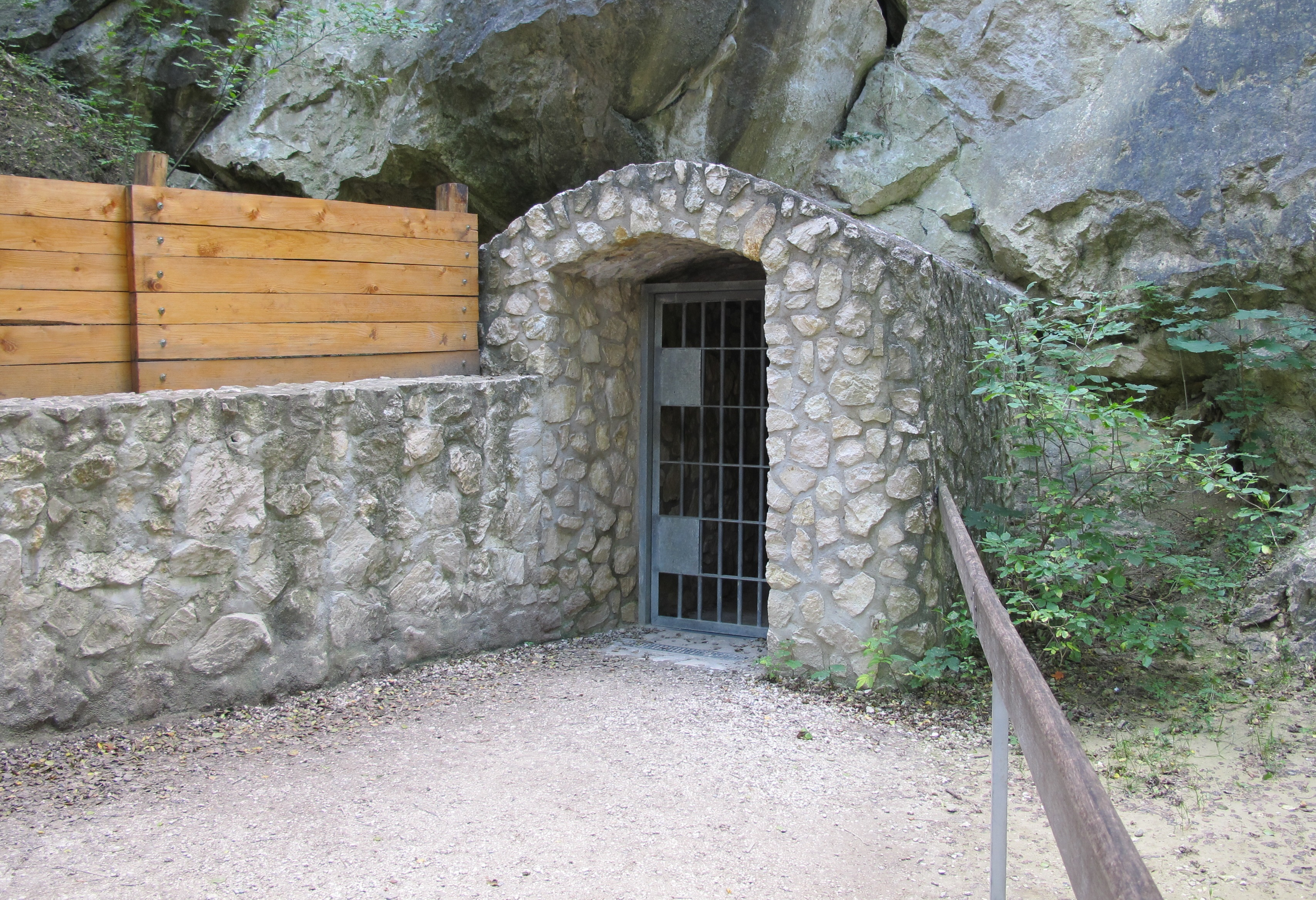
Wejście
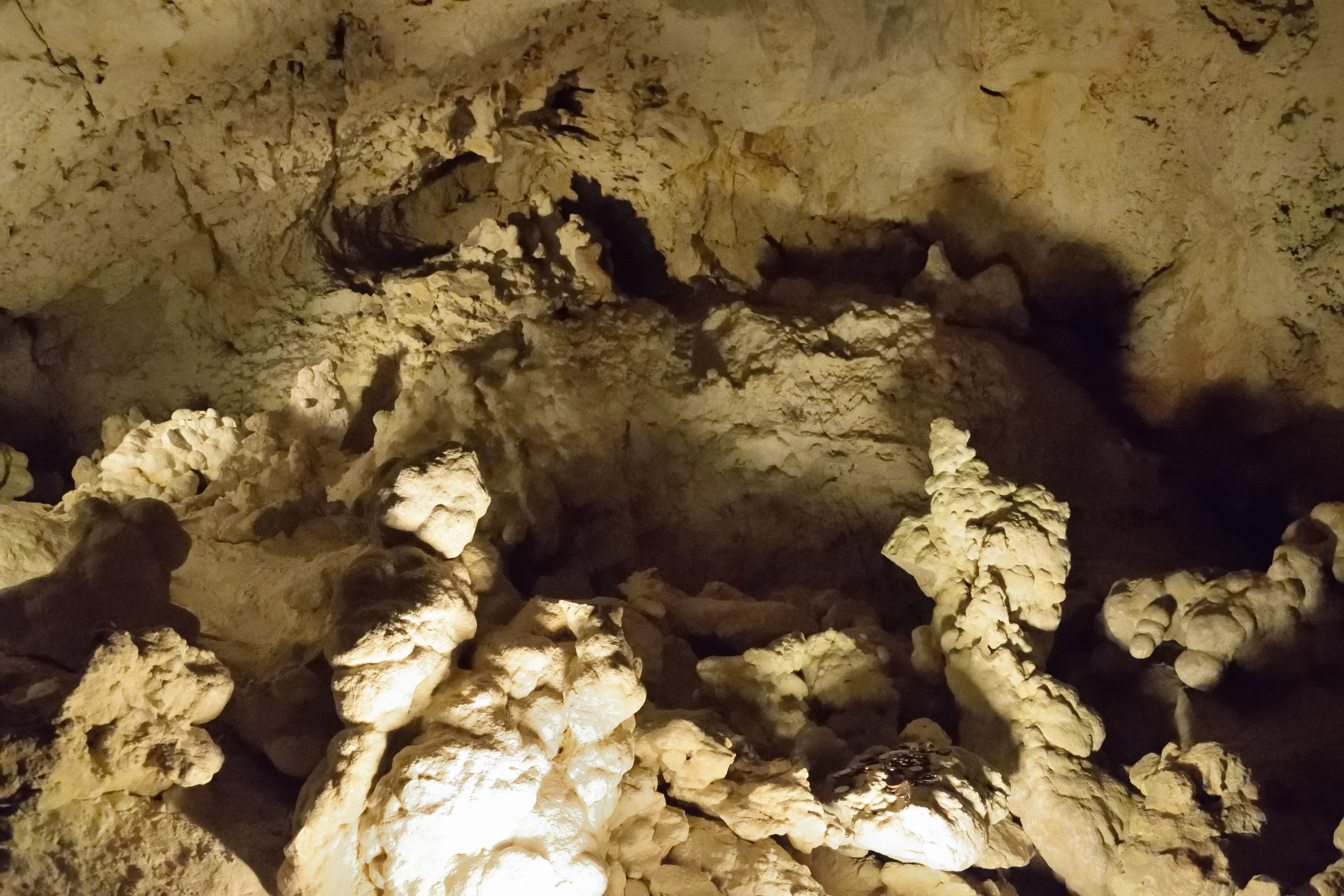
Szata naciekowa